# Variations sur un thème corse
Variations sur un thème corse  est une composition pour quintette à vent d'Henri Tomasi composée en 1925.
Henri Tomasi rejoint le conservatoire de Paris en 1921 où il a entre autres Philippe Gaubert, Vincent d'Indy, Georges Caussade et Paul Vidal parmi ses professeurs.
Renvoyant aux origines corses de ses parents, ces Variations sur un thème corse constituent sa première pièce qui remporte le prix Halphen alors qu'il étudie toujours au conservatoire, deux ans avant son premier second prix de Rome.
La pièce est publiée aux éditions Alphonse Leduc à Paris en 1938.

## Structure
La pièce se compose d'un court thème champêtre et de six variations :
1. Thème : Andantino
2. Variation 1 Pastoral : Allegretto
3. Variation 2 : Andantino
4. Variation 3 Toccata : Allegro
5. Variation 4 Religioso : Lento
6. Variation 5 Funèbre : Lento
7. Variation 6 Final (et contrepoint rigoreux) : Allegro giocoso

## Analyse
« H. Tomasi utilise ici pour la première fois le thème d’une berceuse en dialecte du Coscione, Nanna, auquel il fait subir deux très légères modifications mélodiques et rythmiques qui contribuent à donner encore plus d’élégance à ce très beau thème. (...)

Puis, tout au long des six variations, il explore les différents chemins que l’on peut prendre dans des variations ornementales. L’œuvre, très intéressante et déjà très personnelle, montre un jeune compositeur qui a un sens évident de la couleur et du timbre. »